# Osage County (Kansas)
Osage County je okres ve státě Kansas v USA. K roku 2010 zde žilo 16 295 obyvatel. Správním městem okresu je Lyndon. Celková rozloha okresu činí 1 863 km². Pojmenován je podle řeky Osage.